# Форт-12
Форт-12 — самозарядний пістолет калібру 9-мм виробництва КНВО «Форт» МВС України. Призначений для ураження живої сили противника на відстані до 50 м. Існують модифікації під набої 9×18 мм ПМ, 9×17 mm Kurz та 9 mm P.A.
Офіційно прийнятий на озброєння Міністерства внутрішніх справ України та Служби безпеки України. Про масове переозброєння українських силових структур, зокрема Збройних сил України з пістолета Макарова на Форт-12 наразі не йдеться.

## Історія
Розробка пістолета Форт-12 відбувалася з 1995 по 1998 роки під керівництвом головного конструктора Петра Андрійовича Зайця. Мета цієї розробки полягала в тому, що штатним пістолетом українських збройних сил та правоохоронних органів залишався радянський пістолет Макарова, однак він не цілком відповідав сучасним вимогам. Тому, у зв'язку з моральною та фізичною застарілістю ПМ, КП «НВО „Форт“ МВС України» розпочало розробку нового бойового пістолета для підрозділів силових структур. Як базовий боєприпас для цього пістолета був прийнятий добре засвоєний патрон 9×18 ПМ, який ще до того ж є в наявності, проте новий пістолет мав забезпечити порівняно з ПМ більшу точність стрільби та вогневу міць (за рахунок великої місткості магазина). За прототип для створення свого пістолета розробники взяли окремі модифікації чеських пістолетів ČZ-75 і ČZ-83, сконструйованих на заводі Česká Zbrojovka в місті Угерський Брод інженерами братами Коучкі — Йосефом і Франтишеком. У Чехії було закуплено все необхідне для цього обладнання. Цього ж року пістолет Форт-12 було запущено у серійне виробництво, а згодом (згідно з розпорядженням Кабінету Міністрів України № 1056-р від 21 грудня 1998 року) його прийнято на озброєння правоохоронних органів України. Щоправда, на початку виробництва цих пістолетів виробничий брак становив досить високий відсоток. Деталі виготовляли на застарілих верстатах 70-х, 80-х років майстри, що тільки вчилися бути зброярами. У пістолетів помічалася невисока надійність зброї та затримки при стрільбі, викликані перекосом патронів. Але тепер з новим обладнанням — верстатами 5-го покоління ці недоліки практично усунуто, брак незначний. Накопичений підприємством досвід і величезне зростання популярності пістолетів Форт дали змогу поліпшити якість збирання зброї, кількість рекламацій та скарг істотно знизилася. Слід ще зауважити, що за право випускати пістолети для українських правоохоронних органів змагалися конкуренти НВО «Форт» — одне з російських збройових підприємств міста Тули та німецька збройова фірма Schmeisser.
З 1999 року почалися випускатися модифікації пістолета Форт-12.

## Опис
Принцип дії автоматики пістолета Форт-12 побудований на використанні енергії віддачі вільного затвора. УСМ подвійної дії схожий за будовою з механізмом чеських пістолетів ČZ-75 та ČZ-83. Розташований на затворі ручний запобіжник дозволяє заблокувати ударно-спусковий механізм як з зведеним, так і зі спущеним курком. Зусилля спускового гачка при стрільбі з попередньо зведеним курком становить 2,0—3,5 кг, при стрілянині самозводом — до 7,5 кг Пристрої для безпечного спуску курка з бойового зводу в конструкції не передбачено. Ствол не має зчеплення з затвором, запирання каналу ствола досягається масою затвора і силою зворотної пружини. Живучість ствола сягає до 50 000 пострілів, а в пістолета Макарова цей показник становить 5000 пострілів. Магазин дворядний, на 12 патронів, також існують магазини підвищеної місткості до 24 одиниць. Прицільні пристосування фіксовані, відкриті. Заскочка магазина розміщена в основі спускової скоби (як на пістолеті ТТ), після відстрілу останнього патрона затвор утримується в крайньому задньому положенні затворної затримки, яка включається виступом подавача магазина. Це забезпечує високу швидкість перезарядки при зміні магазина, а вкупі з достатньо великою місткістю магазина — високу скорострільність.
Пістолет повністю виконаний зі зброярської сталі й тому має за сучасними мірками досить велику масу. Пістолети випускаються як у звичайному оформленні з матовими поверхнями, так і в нагородному, з гравіруванням та золотінням.
Пістолет може додатково комплектуватися пристроєм для зниження рівня звуку пострілу (пістолет Форт-12Б + комплект Форт-4) та лазерним цілеуказником.

## Основні частини пістолета
1. Рамка зі стволом.
2. Затвор з ударником, викидачем і запобіжником.
3. напрямна вісь зі зворотними пружинами.
4. Ударно-спусковий механізм (курок зі штовхачем, шептало з пружиною, спусковий гачок, спускова тяга, бойова пружина, важіль, упор, відокремлювач, відбивач).
5. Руків'я.
6. Затворна затримка.
7. Магазин.

## Призначення основних частин і механізмів пістолета
- Рамка — служить для з'єднання всіх частин і механізмів пістолета.
- Ствол — служить для направлення польоту кулі.
- Спускова скоба — служить для запобігання спускового гачка від випадкового натискання.
- Затвор — служить для досилання патрона в патронник; запирання каналу ствола під час пострілу; викидання стріляної гільзи чи патрона; постановки курка на бойовий звід.
- Викидач — служить для утримання гільзи чи патрона в чашечці затвора до їх зустрічі з відбивачем.
- Ударник — служить для розбивання капсуля патрона.
- Запобіжник — служить для блокування затвора з рамкою; шептала з курком; ударника; шептала з тягою і спусковим гачком.
- напрямна вісь зі зворотними пружинами — служить для повернення затвора у переднє положення після пострілу.
- Руків'я — служить для зручності тримання пістолета в руці.
- Затворна затримка — служить для утримання затвора в задньому положенні після використання всіх патронів із магазина.
- Магазин — служить для розміщення 12 патронів і подачі їх на лінію досилання, а також приведення в дію затворної затримки.

## Призначення частин УСМ
- Курок — служить для завдавання удару по ударнику.
- Шептало з пружиною — служать для утримання курка на бойовому і запобіжному зводі.
- Спусковий гачок і спускова тяга — служать для спуску курка з бойового зводу і зведення курка при натисканні на хвіст спускового гачка.
- Бойова пружина — служить для надання курку енергії, необхідної для завдавання удару по ударнику.
- Важіль — служить для приведення в дію курка.
- Упор — служить для утримання бойової пружини і важеля.
- Відокремлювач — служить для запобігання пострілу при незапертому затворі.
- Відбивач — служить для відбиття гільзи чи патрона під час руху затвора назад.

## Порядок розбирання пістолета

Неповне розбирання Форт-12Т

Дивитись відеоролик неповного розбирання та збирання пістолета Форт-12РМ [Архівовано 12 жовтня 2016 у Wayback Machine.] на YouTube.com

### Неповне розбирання
1. Вилучити магазин з руків'я.
2. Зняти затворну затримку.
3. Відділити затвор від рамки.
4. Зняти напрямну із зворотними пружинами.

### Повне розбирання
1. Провести неповне розбирання пістолета.
2. Зняти руків'я.
3. Зняти упор і вилучити бойову пружину з важелем.
4. Вийняти відбивач і курок із рамки.
5. Вийняти спусковий гачок із тягою.
6. Вийняти затримку магазина.
7. Зняти запобіжник і вилучити ударник із пружиною.
8. Розібрати магазин.

Порядок збирання пістолета проводиться у зворотній послідовності. Відокремлювати спусковий гачок і тягу необхідно тільки при сильному забрудненні пістолета. За можливістю промивається рамка зі спусковим гачком та тягою при повному зануренні в мастило РЖ.

## Затримки при стрільбі
| №  | Найменування несправності, її зовнішні прояви                                                                          | Ймовірна причина | Спосіб усунення |
| -- | --- | --- | --- |
| 1. | Осічка. Затвор в крайньому передньому положенні, курок спущений, але постріл не відбувся.                              | 1. Несправність патрона. 2. Загустіння мастила, забруднення або натирання ударника. 3. Осадження або злам бойової пружини. | 1. Перезарядити пістолет, провести повторний постріл. 2. Пістолет розрядити, розібрати, оглянути і прочистити. При затиранні ударника відправити до ремонтної майстерні. 3. Пістолет розрядити і відправити до ремонтної майстерні.                                                |
| 2. | Недосилання патрона затвором. Затвор зупинився, не досягнувши крайнього переднього положення. Спуск курка не відбувся. | 1. Забруднення патронника або викидача. 2. Злам або осадження зворотної пружини.                                           | 1. Дослати затвор рукою вперед і продовжувати стрільбу. 2. Відправити пістолет в ремонтну майстерню. |
| 3. | Ущемлення гільзи затвором. Затвор в задньому положенні і туго переміщується вперед.                                    | 1. Забруднення рухомих частин пістолета. Слабкий заряд патрона. 2. Несправність викидача. 3. Зігнутий відбивач.            | 1. Викинути гільзу відведенням затвора назад і продовжити стрільбу. 2. Розрядити пістолет і відправити його в ремонтну майстерню. 3. Розрядити пістолет, розібрати і вирівняти відбивач.                                                                                           |
| 4. | Утикання. Ущемлення патрона між дзеркалом затвора і казенною частиною ствола при досиланні патрона в патронник.        | 1. Забруднення магазина. 2. Розгин губок магазина. 3. Магазин не зафіксований заскочкою.                                   | 1. Витягнути магазин, відвести затвор, витягнути ущемлений патрон. Продовжити стрільбу. 2. Розрядити пістолет, замінити магазин. Несправний магазин відправити у ремонтну майстерню. 3. Витягнути магазин, відвести затвор назад, витягнути ущемлений патрон. Продовжити стрільбу. |
| 5. | Автоматична стрільба.                                                                                                  | 1. Злам відокремлювача. 2. Злам бойового виступу курка або шептала. 3. Ослаблення або злам пружини шептала.                | 1. Відправити в ремонтну майстерню. 2. Відправити в ремонтну майстерню. 3. Відправити в ремонтну майстерню. |

## Модифікації

Пістолет Форт-12 (вид справа)

- Форт-12 — базовий пістолет.
- Форт-12 Kurz — розроблений для стрільби патронами 9×17 Kurz.
- Форт-12Б — пістолет зі швидкознімним стволом. Він дозволяє при додатковому оснащенні зброї комплект Форт-4, в який входять додатковий ствол з різьбою на дуловій частині, та пристрій для зниження рівня звуку пострілу суттєво розширити можливості пістолета. Ця зброя вже встигла себе зарекомендувати серед бійців спецпідрозділів МВС України.
- Форт-12Г — модифікація являє собою зброю самооборони та призначена для стрільби газовими (P.A. BLANK) та шумовими (P.A.K.) патронами калібру 9 мм, а також запуску сигнальних ракет за допомогою холостого патрона теж калібру 9 мм.
- Форт-12Р — являє собою зброю самооборони, який розроблений для стрільби 9-мм травматичними патронами типу Р. А., спорядженими еластичними кулями не смертельної дії. Призначений для цивільного населення та для служби охорони. Ефективна дальність стрільби — 10 м.
- Форт-12РМ — також як й Форт-12Р являє собою зброю самооборони, який розроблений для стрільби 9-мм травматичними патронами типу Р. А. або 11,43-мм типу .45 Rubber, спорядженими еластичними кулями не смертельної дії. Призначений для цивільного населення та для служби охорони. Ефективна дальність дії — 10 м. Відрізняється від Форт-12Р покращеною ергономікою та зміною формою затвора.
- Форт-12Т — газовий пістолет з можливістю стрільби патронами травматичної дії калібру 9 мм Р. А. Конструктивною особливістю пістолета є наявність перегородок в каналі ствола.
- Сокіл — спортивний пістолет, розроблений на основі бойового пістолета Форт-12, оснащений регульованими прицільними пристроями та пристроєм для гасіння спалаху і відповідає всім вимогам Міжнародної Конфедерації Практичної Стрільби.

## Відзнака «Іменна вогнепальна зброя»
Пістолет моделі Форт-12 є Державною нагородою України — відзнакою «Іменна вогнепальна зброя».

## Порівняльні ТТХ з закордонними аналогами
У таблиці наведені порівняльні тактико-технічні характеристики пістолета Форт-12 з його аналогами ČZ-75 і ČZ-83, а також з пістолетом Яригіна, який у 2003—2008 роках був прийнятий на озброєння російських силових структур.
| Пістолети                            | Форт-12              | ČZ-75              | ČZ-83                            | Пістолет Яригіна   |
| ------------------------------------ | -------------------- | ------------------ | -------------------------------- | ------------------ |
| УСМ                                  | Подвійної дії        | Подвійної дії      | Подвійної дії                    | Подвійної дії      |
| Калібр                               | 9 мм                 | 9 мм               | 7.65 mm/ 9 мм                    | 9 мм               |
| Тип боєприпасу                       | 9×18 мм ПМ           | 9×19 мм Parabellum | .32 ACP/ .380 ACP/ 9 мм ПМ       | 9×19 мм Parabellum |
| Кількість нарізів                    | 6 нарізів            | 6 нарізів          | 6 нарізів (к.7.65 мм)            | н/д                |
| Маса зброї з неспорядженим магазином | 830 г                | 1000 г             | 800 г                            | 950 г              |
| Маса зі спорядженим магазином        | 950 г                | н/д                | 920 г                            | н/д                |
| Довжина зброї                        | 180 мм               | 206 мм             | 172 мм                           | 198 мм             |
| Довжина ствола                       | 95 мм                | 120 мм             | 97 мм                            | 112 мм             |
| Боєпостачання                        | 12 патронів          | 16 патронів        | 15 (7.65 мм)/ 12 патронів (9 мм) | 17 патронів        |
| Початкова швидкість кулі             | 315 м/с              | н/д                | н/д                              | 450 м/с            |
| Дальність ефективної дії             | 350 м                | 350 м              | 350 м                            | 350 м              |
| Бойова скорострільність              | 40 пострілів/хвилину | н/д                | н/д                              | н/д                |

## Поширення
- Казахстан: в лютому 1999 року тодішній міністр внутрішніх справ України, генерал Юрій Кравченко, повідомив, що незначна партія пістолетів Форт-12 була доставлена до Казахстану, Міністерство внутрішніх справ якої ухвалило рішення щодо прийняття цих пістолетів на озброєння[13].
- Росія:

- деяка кількість пістолетів опинилося у розпорядженні в березні 2014 року, після анексії Криму Росією. Сімферопольський загін «Беркут» отримав пістолети Форт-12 в жовтні 1999 року
- випускає модифікації травматичних пістолетів Форт-12РМ під назвою Хорхе та Форт-12Т під назвою Гроза-02. Причому основні комплектуючі імпортуються з України.

- Узбекистан: повідомлялося про постачання партії пістолетів Форт у 2000 році (скоріш за все даної моделі так, як решта пістолетів цієї марки були розроблені пізніше)[17].
- Україна: стоїть на озброєнні окремих підрозділів СБУ, МВСУ (зокрема ДСОУ), ДПАУ і ДПСУ. Станом на середину 2004 року пістолетами Форт були укомплектовані 12 % особового складу МВС України[18]. У серпні 2018 року «Донецька залізниця» придбала 150 пістолетів серії «Форт-12»[19].

## Маркування
Гравірування на пістолетах може виконуватися українською, російською та англійською мовами.
На лівому боці затвора стоїть емблема підприємства, що виробляє даний продукт, та напис «Форт-12 9×18 мм Вироблено в Україні». Заводський номер вказаний на правому боці затвора та рамки пістолетів.

## У відеоіграх
- У серії комп'ютерних ігор S.T.A.L.K.E.R. серед багатьох інших моделей вогнепальної зброї є пістолет Форт-12 (у грі називається Фора-12). Також, у грі можна знайти Форт-14 (у грі Фора-14), версію зі збільшеним магазином, і Форт-15 (у грі Фора-15Мк), версію, яка повільніше зношується[20].
- У моді комп'ютерної гри Point of Existence 2 також присутній пістолет моделі Форт-12[21].
- У моді комп'ютерної гри Counter-Strike: Source теж присутній пістолет Форт-12, щоправда він замінює бельгійський пістолет Five-Seven[22].

## Цікаві факти
- Пістолет Форт-12 є першою розробкою з вогнепальної зброї КП «НВО „Форт“ МВС України»[4].
- Перша дослідна партія пістолетів Форт-12 була виготовлена у травні 1995 року[23]. Проте вже в кінці квітня місяця цього ж року згідно з указом президента № 341 була введена нагорода «Іменна вогнепальна зброя», яким є пістолет Форт-12[24].
- До 2002 року стволи для пістолетів Форт-12 постачалися з Чехії[25].